# Sân bay quốc tế Vnukovo
Sân bay bay quốc tế Vnukovo (tiếng Nga: Международный аэропорт Внуково) (IATA: VKO, ICAO: UUWW)) là một sân bay quốc tế ở thủ đô Moskva, Nga. Sân bay có hai đường băng.
Sân bay có cự ly 28 km về phía tây nam từ trung tâm của Moscow, Nga. Nó là một trong ba sân bay chính phục vụ Moscow (cùng với sân bay quốc tế Domodedovo và Sân bay quốc tế Sheremetyevo). Trong năm 2010 sân bay đã thông qua 9.460.000 lượt hành khách, tăng 22,47% so với năm 2009, năm 2015 là 15,8 triệu lượt khách.
Sân bay Vnukovo đã được mở và sử dụng cho các hoạt động quân sự trong Thế chiến thứ hai, nhưng đã trở thành một sân bay dân dụng sự sau chiến tranh.

## Hãng hàng không và tuyến bay

### Hành khách
| Hãng hàng không                        | Các điểm đến | Nhà ga |
| -------------------------------------- | --- | ------ |
| Aeroflot vận hành bởi Rossiya Airlines | Khabarovsk, Krasnodar, Magadan, Makhachkala,* Mineralnye Vody, Nice, Orenburg, Paris-Orly, Petropavlovsk-Kamchatsky, Rostov-on-Don, Simferopol, Sochi, St Petersburg, Vladivostok, Yuzhno-Sakhalinsk Theo mùa: Anapa, Barcelona, Tivat, Varna | A      |
| airBaltic                              | Riga | A      |
| AZALJet                                | Baku | A      |
| Ellinair                               | Theo mùa: Heraklion, Thessaloniki | A      |
| flydubai                               | Dubai–International | A      |
| Gazpromavia                            | Bovanenkovo, Nadym, Novy Urengoy, Tyumen, Ufa, Yamburg, Yekaterinburg | A      |
| Georgian Airways                       | Batumi, Tbilisi | A      |
| Grozny Avia                            | Grozny* | A      |
| I-Fly                                  | Thuê chuyến theo mùa: Barcelona, sân bay quốc tế Chambery, Heraklion, Liège, Lyon, Salzburg, Shenyang, Tianjin, Verona, Tây An | A      |
| Mahan Air                              | Tehran–Imam Khomeini | A      |
| Pobeda                                 | Astrakhan, Belgorod, Bergamo, Bratislava, Cheboksary, Chelyabinsk, Cologne/Bonn, Kirov, Krasnodar, Magas,* Makhachkala,* Memmingen, Nalchik,* Nizhnevartovsk, Perm, Rostov-on-Don, Samara, Sochi, Surgut, Tyumen, Ufa, Vladikavkaz,* Volgograd, Yekaterinburg Theo mùa: Anapa, Gelendzhik, Girona, Larnaca, Paphos, Tivat | A      |
| Rossiya Airlines                       | Thuê chuyến theo mùa: Larnaca, Paphos | A      |
| Syrian Arab Airlines                   | Damascus | A      |
| Turkish Airlines                       | Ankara, Antalya, Istanbul–Atatürk | A      |
| UTair Aviation                         | Anadyr, Baku, Belgorod, Bukhara, Cheboksary, Chelyabinsk, Dushanbe, Fergana, Ganja, Grozny,* Irkutsk, Kaliningrad, Kazan, Khanty-Mansiysk, Kogalym, Krasnodar, Krasnoyarsk–Yemelyanovo, Kurgan, Kursk, Lipetsk, Magas,* Magnitogorsk, Makhachkala,* Mineralnye Vody, Minsk-National, Murmansk, Nakhchivan, Nalchik,* Naryan-Mar, Nizhnekamsk, Nizhny Novgorod, Novosibirsk, Noyabrsk, Omsk, Penza, Pevek, Petropavlovsk-Kamchatsky (suspended), Riga, Rostov-on-Don, St Petersburg, Sabetta, Samara, Samarkand, Saransk, Sochi, Stavropol, Surgut, Syktyvkar, Tambov, Tashkent, Tomsk, Tyumen, Ufa, Ulyanovsk–Baratayevka, Usinsk, Vilnius, Vladikavkaz,* Vladivostok, Volgograd, Voronezh, Yerevan Theo mùa: Anapa, Beloyarsky, Hévíz–Balaton, Thessaloniki Thuê chuyến theo mùa: Sanya | A      |
| Vologda Aviation Enterprise            | Vologda | A      |
| Wizz Air                               | Budapest | A      |
| Yakutia Airlines                       | Krasnodar, Neryungri, Yakutsk | A      |

^*  – Các chuyến bay nội địa từ Bắc Kavkaz đến nhà ga D

### Hàng hóa
| Hãng hàng không | Các điểm đến |
| --------------- | ------------ |
| ATRAN           | Cologne/Bonn |
| UPS Airlines    | Cologne/Bonn |